# Bernard Auguste Kouemo Yanghu
Bernard Auguste Kouemo Yanghu, né en 1976 à Yaoundé, est un cinéaste, scénariste et acteur camerounais. Il crée de nombreux courts métrages et clips vidéo, primé en 2008 pour son court métrage Waramutsého!  sur le génocide rwandais.

## Biographie
Bernard Auguste Kouemo, né le 10 octobre 1976 à Yaoundé, est un cinéaste, scénariste et acteur camerounais. reconnu pour ses courts métrages explorant des thèmes sociaux et politiques africains.
Bernard Auguste Kouemo est diplômé de l’École Supérieure d’Audiovisuel (ESAV) de Toulouse, en France, où il a acquis des compétences en techniques de cinéma et de télévision.
Kouemo fonde la société de production Horizon d’Afrique, destinée à la promotion du cinéma africain. Il est également membre de l’association Écrans Noirs, organisatrice du festival du même nom au Cameroun.

## Filmographie

### Courts métrages
- « L’Enveloppe » (2002)
- « Le Premier Pas » (2006)
- « Racines » (2008)
- « Waramutsého! » (2008)[4]
- « Les Empreintes Douloureuses » (2014)

## Récompenses
- « Waramutsého! » (2008) [5]
- Poulain de Bronze au FESPACO 2009